# Llista de clients de missatgeria instantània
Llista de clients de missatgeria instantània : Llicència
| Android | 21.0.023 / 21 Octubre, 2017 |
| iOS     | 21.0 / 26 Octubre, 2017     |

| Windows, UWP     | 12.7.957.0 / 19 Octobre 2017  |
| Windows, desktop | 7.40.0.103 / 29 Agost 2017    |
| macOS            | 7.58.0.501 / 16 Agost 2017    |
| Linux            | 8.10.76.2 / 27 Octubre 2017   |
| Android          | 8.9.0.64295 / 24 Octubre 2017 |
| iOS & watchOS    | 8.9 / 26 Octubre 2017         |

| Android                       | 4.4.0 (1106) / 11 Octubre 2017 |
| iOS                           | 4.4 (66456) / 10 Octubre 2017  |
| Windows Phone                 | 2.7 / 27 Octubre 2017          |
| Windows, macOS, Linux         | 1.1.23 / 6 Setembre 2017       |
| macOS (Mac App Store version) | 3.5 (107595) / 12 Octubre 2017 |

| iOS                                | 6.5.6 / 27 Març, 2017 |
| macOS                              | 2.2.1 / 23 Març, 2017 |
| Android                            | 6.5.4 / 8 Març, 2017  |
| Windows 10 Mobile, Windows Phone 8 | 6.0.8                 |
| Symbian V3                         | 4.2 / 4 Febrer, 2013; |
| Symbian V5                         | 4.2 / 17 Gener, 2013; |

| iOS                                | 2.17.52 / 24 Setembre, 2017; |
| Android                            | 2.17.395 / 25 Octubre, 2017; |
| Windows Phone 8, Windows 10 Mobile | 2.17.262                     |
| Symbian                            | 2.16.57                      |
| BlackBerry                         | 2.17.2 / 26 Juny, 2016;      |